# Jane Burston
Jane Burston es una científica británica, Directora Gerente del Fondo de Aire Limpio. Anteriormente fue Jefa de Energía y Medio Ambiente en el Laboratorio Nacional de Física. Lideró un equipo de 150 científicos e ingenieros que investigaron nuevas tecnologías energéticas, mediciones de emisiones, así como también monitorearon el clima y la contaminación del aire. 

## Trayecctoria
Burston estudió filosofía en la Universidad de Cambridge, graduándose en 2002.
Después de graduarse, Burston pasó un año en Zambia dirigiendo una empresa de reciclaje de computadoras. Trabajó en política climática para el transporte de Londres y en la oficina del alcalde de Londres. Burston fundó Carbon Retirement en 2008, una empresa social que reformó el comercio de emisiones y la compensación de carbono. Carbon Retirement ejerció presión sobre los países y las empresas para que adopten tecnología limpia, permitiéndoles comprar y usar créditos. En 2009 fue seleccionada como embajadora del cambio climático para el British Council. Carbon Retirement se asoció con la Bolsa de Nueva York en septiembre de 2011. 
Burston se unió al Laboratorio Nacional de Física en 2012, donde fundó el Centro de Medición de Carbono. En 2011, Burston fue nombrada como una de las Mujeres de altos vuelos de la gerencia High Under 35 y la Emprendedora social del año de Square Mile. El laboratorio del Centro para la Medición de Carbono en el Laboratorio Nacional de Física se estableció en 2012 y analiza: mercados de carbono, tecnologías bajas en carbono y datos climáticos. Comenzó en 2012. Burston fue seleccionada como Joven Líder Global del Foro Económico Mundial. Ella ganó el 2012 Management Today Future Leaders Award. Fue miembro del Consejo de la Agenda Global del Foro Económico Mundial para el Futuro de los Bienes Raíces y la Urbanización. En 2015, presentó pruebas en la Cámara de los Comunes del Reino Unido. En el Laboratorio Nacional de Física, dirigió un equipo de 150 científicos e ingenieros. Fue nombrada como una de las 20 personas más jóvenes del mundo por la Cámara de Comercio Internacional en 2015 y una Líder Joven Europea de Amigos de Europa : 40 alumnos de 40 años. En agosto de 2017, Burston se unió al Departamento de Negocios, Energía y Estrategia Industrial como Directora Adjunto de Ciencias para el Clima y la Energía. Burston se convirtió en Directora Gerente del Clean Air Fund en junio de 2018.  

### Compromiso público
Burston dio una charla TED en 2015 en la London School of Economics. Aquellos años habló en X. Ella habló en las conferencias de 2016, 2017 y 2018 sobre el cambio climático de las Naciones Unidas. Burston pronunció una conferencia en el Instituto Grantham para el Cambio Climático y el Medio Ambiente en 2018. Contribuyó en el HuffPost y Carbon Brief.